# Oupia
Oupia (en occitan Opian) est une commune française située dans le sud-ouest du département de l'Hérault, en région Occitanie.
Exposée à un climat méditerranéen, elle est drainée par divers petits cours d'eau. La commune possède un patrimoine naturel remarquable composé d'une zone naturelle d'intérêt écologique, faunistique et floristique.
Oupia est une commune rurale qui compte 276 habitants en 2022, après avoir connu un pic de population de 582 habitants en 1926. Elle fait partie de l'aire d'attraction de Narbonne. Ses habitants sont appelés les Oupianais et Oupianaises.

## Géographie

### Localisation
La commune est limitrophe du département de l'Aude.

### Communes limitrophes
Les communes limitrophes sont  Aigne, Beaufort, Mailhac, Olonzac et Pouzols-Minervois.
| Beaufort | Aigne | Mailhac (Aude)                     |
|          | Oupia | Pouzols-Minervois (Aude)           |
| Olonzac  |       | Paraza (Aude) (par un quadripoint) |

### Géologie et hydrographie
Ancrée au cœur du Minervois essentiellement calcaire, Oupia est adossée au pied de la Serre, colline arrondie du tertiaire couverte d'une végétation de garrigue.
Le village s'ouvre vers le sud-ouest, dominant une vaste plaine de dépôts alluvionneux parcourue par le canal du Midi.

### Voies de communication et transports
À proximité de la voie routière Béziers-Carcassonne.

### Climat
Pour des articles plus généraux, voir Climat de l'Occitanie et Climat de l'Hérault.
En 2010, le climat de la commune est de type climat méditerranéen franc, selon une étude s'appuyant sur une série de données couvrant la période 1971-2000. En 2020, Météo-France publie une typologie des climats de la France métropolitaine dans laquelle la commune est exposée à un climat méditerranéen et est dans la région climatique  Provence, Languedoc-Roussillon, caractérisée par une pluviométrie faible en été, un très bon ensoleillement (2 600 h/an), un été chaud (21,5 °C), un air très sec en été, sec en toutes saisons, des vents forts (fréquence de 40 à 50 % de vents > 5 m/s) et peu de brouillards.
Pour la période 1971-2000, la température annuelle moyenne est de 14,4 °C, avec une amplitude thermique annuelle de 16,1 °C. Le cumul annuel moyen de précipitations est de 649 mm, avec 6,2 jours de précipitations en janvier et 2,8 jours en juillet. Pour la période 1991-2020, la température moyenne annuelle observée sur la station météorologique la plus proche, située sur la commune de Lézignan-Corbières à 10 km à vol d'oiseau, est de 15,2 °C et le cumul annuel moyen de précipitations est de 678,7 mm,. Pour l'avenir, les paramètres climatiques de la commune estimés pour 2050 selon différents scénarios d’émission de gaz à effet de serre sont consultables sur un site dédié publié par Météo-France en novembre 2022.

### Milieux naturels et biodiversité

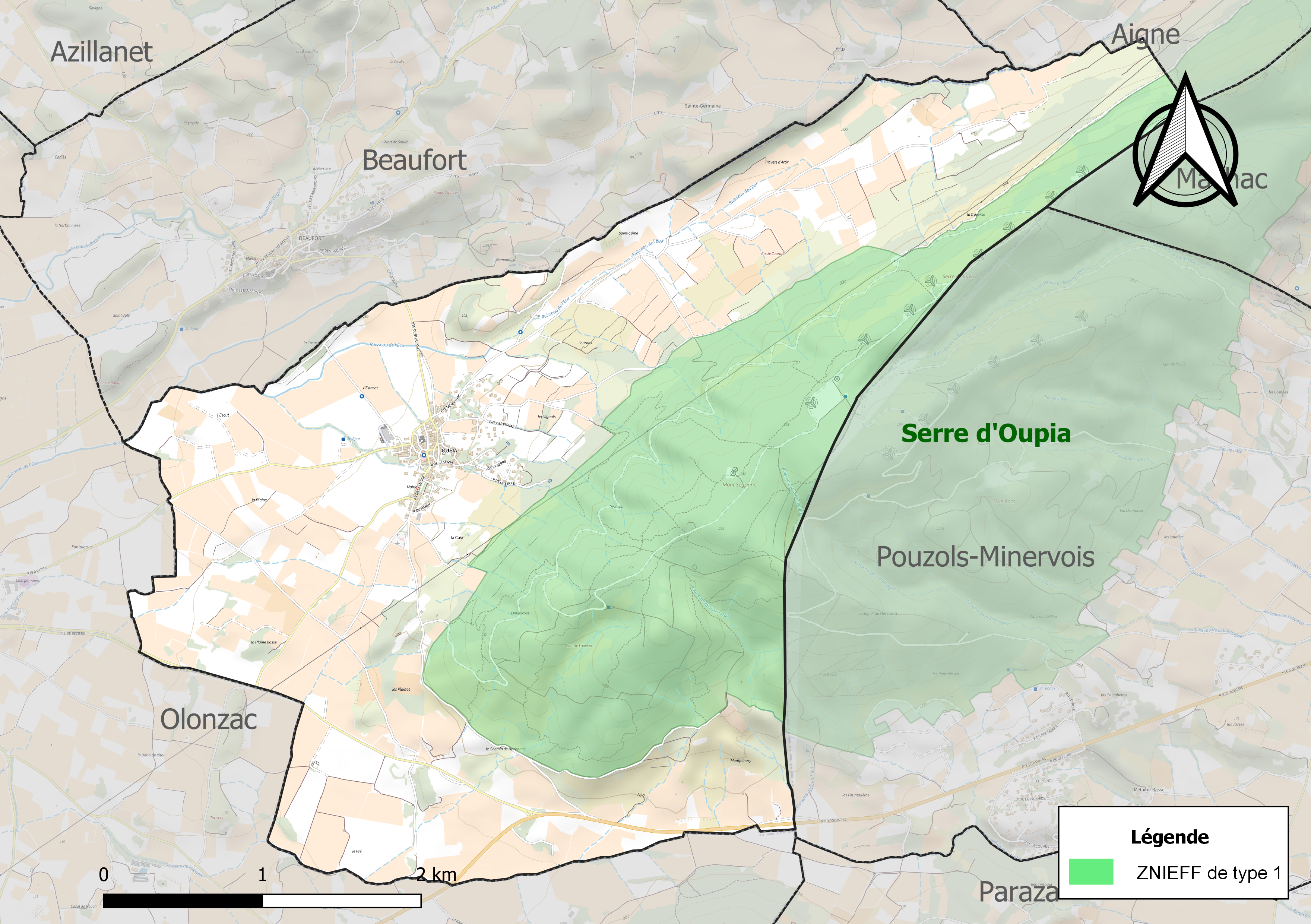
Carte de la ZNIEFF de type 1 localisée sur la commune.

L’inventaire des zones naturelles d'intérêt écologique, faunistique et floristique (ZNIEFF) a pour objectif de réaliser une couverture des zones les plus intéressantes sur le plan écologique, essentiellement dans la perspective d’améliorer la connaissance du patrimoine naturel national et de fournir aux différents décideurs un outil d’aide à la prise en compte de l’environnement dans l’aménagement du territoire. 
Une ZNIEFF de type 1 est recensée sur la commune : la « serre d'Oupia » (745 ha), couvrant 4 communes dont deux dans l'Aude et deux dans l'Hérault.

## Urbanisme

### Typologie
Au 1er janvier 2024, Oupia est catégorisée commune rurale à habitat dispersé, selon la nouvelle grille communale de densité à sept niveaux définie par l'Insee en 2022.
Elle est située hors unité urbaine. Par ailleurs la commune fait partie de l'aire d'attraction de Narbonne, dont elle est une commune de la couronne,. Cette aire, qui regroupe 71 communes, est catégorisée dans les aires de 50 000 à moins de 200 000 habitants,.

### Occupation des sols
L'occupation des sols de la commune, telle qu'elle ressort de la base de données européenne d’occupation biophysique des sols Corine Land Cover (CLC), est marquée par l'importance des territoires agricoles (57,1 % en 2018), en diminution par rapport à 1990 (59,8 %). La répartition détaillée en 2018 est la suivante : 
cultures permanentes (52,3 %), forêts (29,6 %), milieux à végétation arbustive et/ou herbacée (13,3 %), zones agricoles hétérogènes (4,7 %). L'évolution de l’occupation des sols de la commune et de ses infrastructures peut être observée sur les différentes représentations cartographiques du territoire : la carte de Cassini (XVIIIe siècle), la carte d'état-major (1820-1866) et les cartes ou photos aériennes de l'IGN pour la période actuelle (1950 à aujourd'hui).

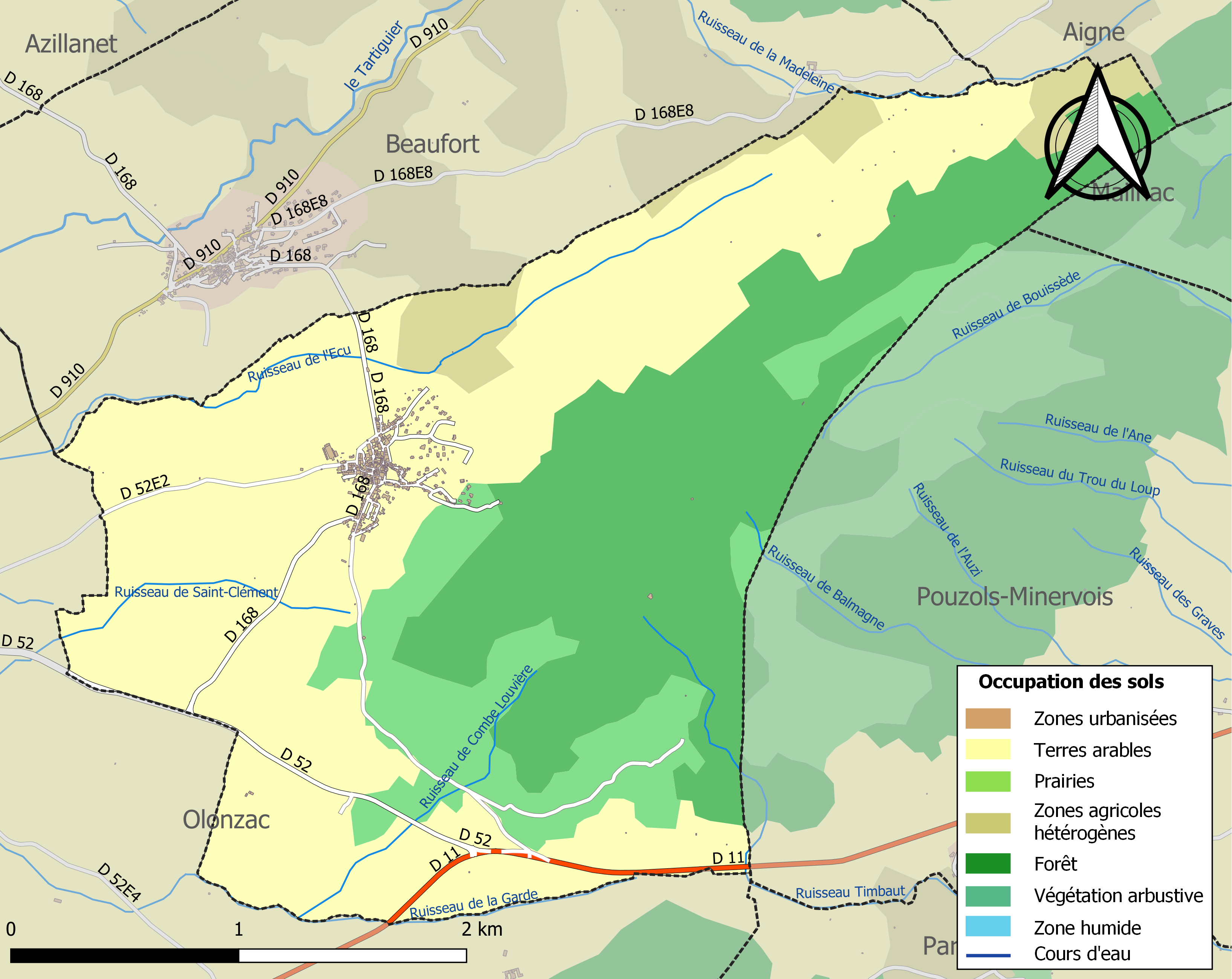
Carte des infrastructures et de l'occupation des sols de la commune en 2018 (CLC).

### Risques majeurs
Le territoire de la commune d'Oupia est vulnérable à différents aléas naturels : météorologiques (tempête, orage, neige, grand froid, canicule ou sécheresse), feux de forêts et séisme (sismicité faible). Il est également exposé à un risque technologique,  le transport de matières dangereuses, et à deux risques particuliers : le risque minier et le risque de radon. Un site publié par le BRGM permet d'évaluer simplement et rapidement les risques d'un bien localisé soit par son adresse soit par le numéro de sa parcelle.

#### Risques naturels
Oupia est exposée au risque de feu de forêt. Un plan départemental de protection des forêts contre les incendies (PDPFCI) a été approuvé en juin 2013 et court jusqu'en 2022, où il doit être renouvelé. Les mesures individuelles de prévention contre les incendies sont précisées par deux arrêtés préfectoraux et s’appliquent dans les zones exposées aux incendies de forêt et à moins de 200 mètres de celles-ci. L’arrêté du 25 avril 2002 réglemente l'emploi du feu en interdisant notamment d’apporter du feu, de fumer et de jeter des mégots de cigarette dans les espaces sensibles et sur les voies qui les traversent sous peine de sanctions. L'arrêté du 11 mars 2013 rend le débroussaillement obligatoire, incombant au propriétaire ou ayant droit,.

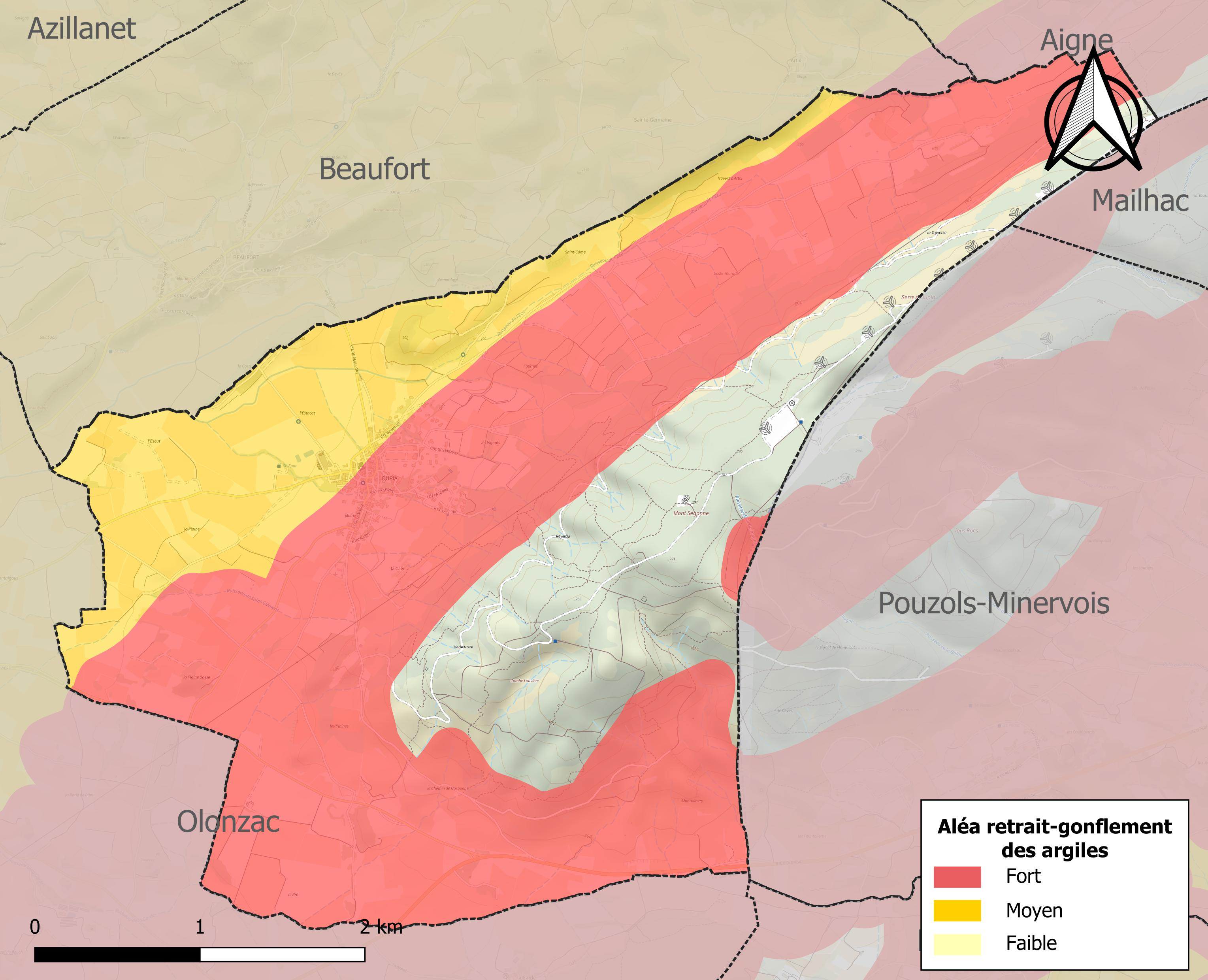
Carte des zones d'aléa retrait-gonflement des sols argileux d'Oupia.

Le retrait-gonflement des sols argileux est susceptible d'engendrer des dommages importants aux bâtiments en cas d’alternance de périodes de sécheresse et de pluie. 76 % de la superficie communale est en aléa moyen ou fort (59,3 % au niveau départemental et 48,5 % au niveau national). Sur les 229 bâtiments dénombrés sur la commune en 2019, 229 sont en aléa moyen ou fort, soit 100 %, à comparer aux 85 % au niveau départemental et 54 % au niveau national. Une cartographie de l'exposition du territoire national au retrait gonflement des sols argileux est disponible sur le site du BRGM,.
Par ailleurs, afin de mieux appréhender le risque d’affaissement de terrain, l'inventaire national des cavités souterraines permet de localiser celles situées sur la commune.
La commune a été reconnue en état de catastrophe naturelle au titre des dommages causés par les inondations et coulées de boue survenues en 1982, 1997 et 1999. 

#### Risques technologiques
Le risque de transport de matières dangereuses sur la commune est lié à sa traversée par des infrastructures routières ou ferroviaires importantes ou la présence d'une canalisation de transport d'hydrocarbures. Un accident se produisant sur de telles infrastructures est susceptible d’avoir des effets graves sur les biens, les personnes ou l'environnement, selon la nature du matériau transporté. Des dispositions d’urbanisme peuvent être préconisées en conséquence.

#### Risque particulier
L’étude Scanning de Géodéris réalisée en 2008 a établi pour le département de l’Hérault une identification rapide des zones de risques miniers liés à l’instabilité des terrains.  Elle a été complétée en 2015 par une étude approfondie sur les anciennes exploitations minières du bassin houiller de Graissessac et du district polymétallique de Villecelle. La commune est ainsi concernée par le risque minier, principalement lié à l’évolution des cavités souterraines laissées à l’abandon et sans entretien après l’exploitation des mines.
Dans plusieurs parties du territoire national, le radon, accumulé dans certains logements ou autres locaux, peut constituer une source significative d’exposition de la population aux rayonnements ionisants. Certaines communes du département sont concernées par le risque radon à un niveau plus ou moins élevé. Selon la classification de 2018, la commune d'Oupia est classée en zone 2, à savoir zone à potentiel radon faible mais sur lesquelles des facteurs géologiques particuliers peuvent faciliter le transfert du radon vers les bâtiments.

## Héraldique
| Blason d'Oupia | Les armes d'Oupia se blasonnent ainsi : d'argent à un mont de sinople chargée d'une rose du champ, au chef d'azur chargé d'un soleil d'or posé au canton dextre du chef. |

## Histoire

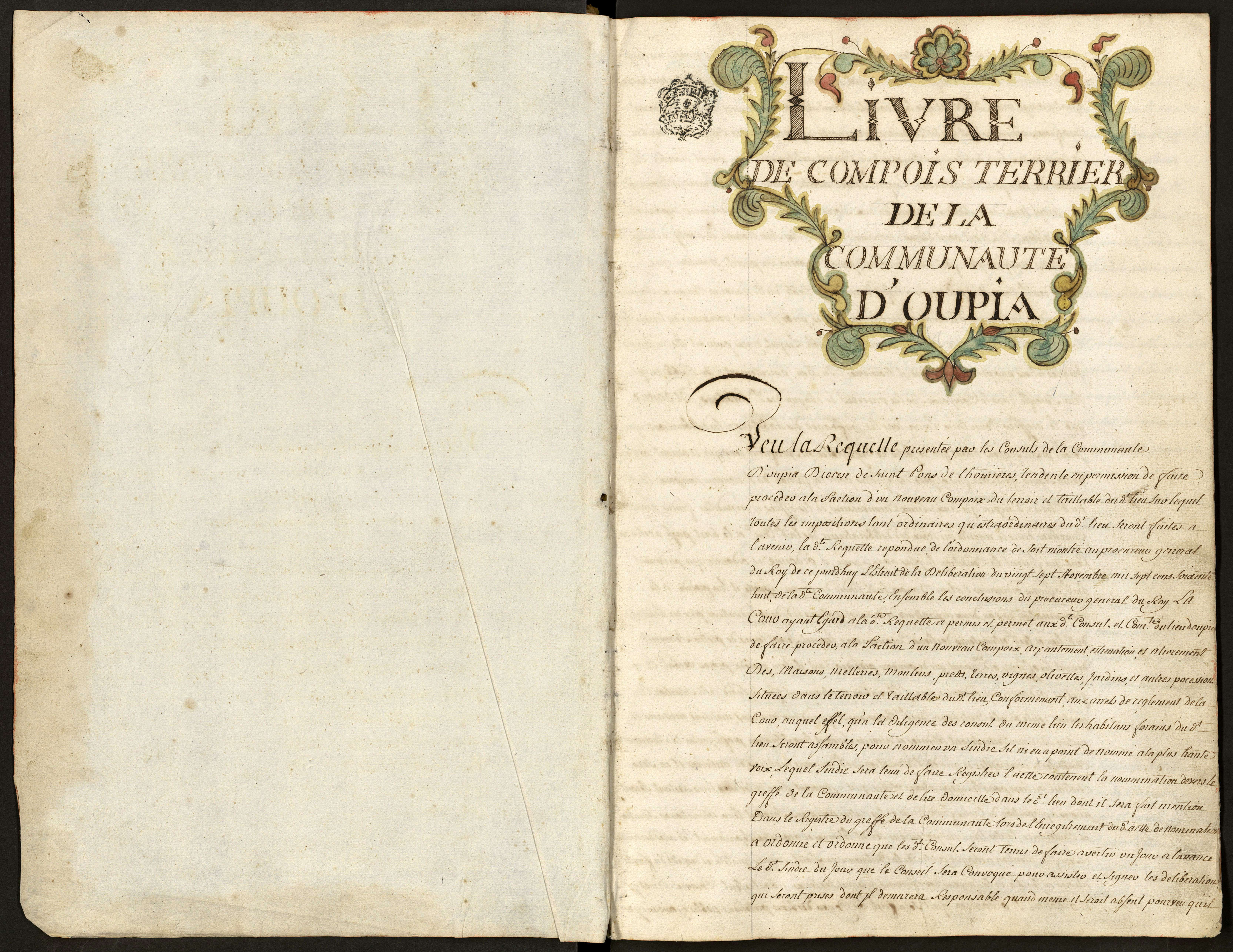
Matrice du compoix de 1774.

De nombreux vestiges attestent d'une occupation très ancienne ; on trouve ainsi de grands ensembles mégalithiques de la Roque Jalabert et les restes de tombes de l’époque gallo-romaine sinon moyenâgeuse au centre même du village. Tout au long de son cheminement historique, Oupia et ses gens du Minervois ont dû affronter les vicissitudes des guerres et des influences, d'abord romaine en s'ouvrant à la civilisation, puis barbare avec les Wisigoths. Oupia fut miraculeusement épargné à la fois par les conquérants de Simon de Montfort et par la lutte partisane des gens de la ligue et des Huguenots en fin de XVIe siècle. Ainsi, si la commune tire son épingle du jeu jusque sous l'Empire, elle n'en paie pas moins un lourd tribut sous forme de réquisitions d'hommes, de biens et de services divers. Le village comme tant d'autres du Midi soutient et participe à des évènements tels « La Révolte des Gueux » de 1907 et les grandes guerres.
Rattaché au comté de Toulouse sous Charlemagne, Oupia dépend dès 1146 du vicomte de Carcassonne (Trencavel) qui, à son tour entre dans le giron de la Couronne de France (1210-1220). À partir du XVe siècle, les seigneurs de Sainte-Colombe administrent le village, aidés au XVIIe siècle de Consuls.
La Révolution partage le Minervois ; Oupia est depuis lié à l’Hérault par la sous-préfecture de Saint-Pons. Entretemps, la communauté subit la peste de 1652. Les rues sont pavées dès 1734, le pont élargi avec les matériaux de la démolition de portail du fort en 1836.
Depuis le milieu du XXe siècle, la population ne cesse de décroître, passant de plus de 500 habitants à moins de 300.

## Monuments
Oupia possède un authentique château contemporain de ceux de Lastours et de Minerve de XIIe siècle. Il a subi des transformations notamment au XVIe siècle, mais il reste encore des vestiges apparents de ses limites (mur de la placette entre autres) ; l'ensemble architectural n'a guère été modifié du fait que cette bâtisse a été continuellement habitée. Oupia possède également deux églises, une du XVIIIe siècle dont la plus importante, dédiée à saint Étienne, sur la place du village, de style gothique, abrite une pierre d'autel datée du Ve siècle et une cuve baptismale en grès découverte à côté de tombes gallo-romaines. L'autre plus modeste du XVIIe siècle, Notre-Dame-des-Oliviers représente au milieu du cimetière, la mémoire des disparus.
- Église de l'Invention-de-Saint-Étienne d'Oupia.
- Chapelle Notre-Dame-des-Oliviers d'Oupia.

## Politique et administration
| Période                                  | Période  | Identité                   | Étiquette | Qualité                             |
| ---------------------------------------- | -------- | -------------------------- | --------- | ----------------------------------- |
| 1792                                     | 1794     | Philippe Sénégas           |           |                                     |
| 1794                                     | 1796     | Pierre Miquel              |           |                                     |
| 1796                                     | 1798     | Jean Marty                 |           |                                     |
| 1798                                     | 1813     | Jacques Segonne            |           |                                     |
| 1813                                     | 1821     | Joseph Segonne             |           |                                     |
| 1821                                     | 1832     | Jacques Segonne            |           |                                     |
| 1832                                     | 1835     | Jean Baptiste Gaétan Merle |           |                                     |
| 1835                                     | 1840     | Antoine Tarbouriech        |           |                                     |
| 1840                                     | 1848     | Jacques Segonne            |           |                                     |
| 1848                                     | 1849     | Marc Francès               |           |                                     |
| 1849                                     | 1869     | Jacques Segonne            |           |                                     |
| 1869                                     | 1874     | Philippe Tarbouriech       |           |                                     |
| 1874                                     | 1876     | Jean Baptiste Merle        |           |                                     |
| 1876                                     | 1877     | Pierre Antoine Francès     |           |                                     |
| 1877                                     | 1878     | Jean Baptiste Merle        |           |                                     |
| 1878                                     | 1888     | Pierre Antoine Francès     |           |                                     |
| 1888                                     | 1892     | Antonin Saïsset            |           |                                     |
| 1892                                     | 1896     | Pierre Antoine Francès     |           |                                     |
| 1896                                     | 1908     | Antonin Saïsset            |           |                                     |
| 1908                                     | 1912     | Anselme Coustal            |           |                                     |
| 1912                                     | 1920     | Antonin Saïsset            |           |                                     |
| 1920                                     | 1920     | Gaston Marty               |           |                                     |
| 1920                                     | 1944     | Emile Théron               |           |                                     |
| 1944                                     | 1953     | Louis Durand               |           |                                     |
| 1953                                     | 1983     | Roger Dumas                |           | libraire, viticulteur puis retraité |
| 1983                                     | 2008     | Roger Ramonéda             | PS        | viticulteur, puis retraité          |
| 2008                                     | 2014     | Jacques Vidal              |           | retraité de l’Éducation Nationale   |
| 2014                                     | 2020     | Patrice Ortega             |           | retraité, ex-coiffeur               |
| 2020                                     | En cours | Laurie Gomez               |           | professeure des écoles              |
| Les données manquantes sont à compléter. |          |                            |           |                                     |

## Démographie
L'évolution du nombre d'habitants est connue à travers les recensements de la population effectués dans la commune depuis 1793. Pour les communes de moins de 10 000 habitants, une enquête de recensement portant sur toute la population est réalisée tous les cinq ans, les populations de référence des années intermédiaires étant quant à elles estimées par interpolation ou extrapolation. Pour la commune, le premier recensement exhaustif entrant dans le cadre du nouveau dispositif a été réalisé en 2006.

En 2022, la commune comptait 276 habitants, en évolution de +9,96 % par rapport à 2016 (Hérault : +7,49 %, France hors Mayotte : +2,11 %).
| 1793 | 1800 | 1806 | 1821 | 1831 | 1836 | 1841 | 1846 | 1851 |
| ---- | ---- | ---- | ---- | ---- | ---- | ---- | ---- | ---- |
| 280  | 287  | 321  | 336  | 339  | 398  | 361  | 364  | 390  |

| 1856 | 1861 | 1866 | 1872 | 1876 | 1881 | 1886 | 1891 | 1896 |
| ---- | ---- | ---- | ---- | ---- | ---- | ---- | ---- | ---- |
| 377  | 379  | 451  | 427  | 513  | 530  | 504  | 481  | 513  |

| 1901 | 1906 | 1911 | 1921 | 1926 | 1931 | 1936 | 1946 | 1954 |
| ---- | ---- | ---- | ---- | ---- | ---- | ---- | ---- | ---- |
| 521  | 514  | 504  | 540  | 582  | 536  | 527  | 423  | 417  |

| 1962 | 1968 | 1975 | 1982 | 1990 | 1999 | 2006 | 2011 | 2016 |
| ---- | ---- | ---- | ---- | ---- | ---- | ---- | ---- | ---- |
| 408  | 368  | 314  | 301  | 252  | 210  | 279  | 282  | 251  |

| 2021 | 2022 | - | - | - | - | - | - | - |
| ---- | ---- | - | - | - | - | - | - | - |
| 263  | 276  | - | - | - | - | - | - | - |

## Personnalités liées à la commune
Gustave Rouanet, né à Oupia le 14 août 1855, décédé le 11 février 1927 à Paris.
Journaliste et homme politique, conseiller municipal de Paris, député socialiste de la Seine. Inhumé à Paris au cimetière du Père Lachaise, face au mur des Fédérés.